# Mercyful Fate (EP)
Mercyful Fate ist die erste EP der gleichnamigen Band Mercyful Fate.

## Entstehungsgeschichte
Das niederländische Label Rave-On Records bot Mercyful Fate einen ersten Plattenvertrag an. Im folgenden September ging die Band ins Stone Sound Studios, wo die vier Lieder für die EP innerhalb von zwei oder drei Tagen aufgenommen und abgemischt wurden. Die Band stand dabei unter Zeitdruck, die EP wurde so schnell fertiggestellt, dass sie den Erwartungen der Band nicht entsprach. Einige der Gitarrensoli darauf waren die jeweils ersten Takes, die unter Druck eingespielt wurden. Jac Hustinx, Produzent der EP und Besitzer des Labels, erlaubte für viele von Hank Shermanns Einspielungen nur einen Take, darunter das Intro-Solo von A Corpse Without Soul. Auch mit der Qualität der Produktion war die Band unzufrieden.
Ein dänischer Priester versuchte, die musikalische Karriere der damals noch unbekannten Band noch vor Erscheinen der EP zu beenden. Er schrieb Zeitungen an, um die Band aufzuhalten. Als Reaktion darauf entwarf die Band das Schallplattencover der EP. Auf diesem ist eine mit Ausnahme eines Tangas nackte, an ein Kreuz gebundene Frau zu sehen, die eine Nonne darstellen soll. Diese wird von einem Coven verbrannt, der aus in Habite gehüllten Wesen mit dämonischen Gesichtern besteht. Mercyful Fate bekam die Möglichkeit, im staatlichen Fernsehen zu erscheinen. Diamond erklärte, dass das Cover nur ein Gemälde ist, wohingegen die Kirche tatsächlich Menschen verbrannte. Zu dieser Zeit benutzte Mercyful Fate bei Konzerten in Dänemark eine „Nonne“, die ausgezogen und unzüchtig behandelt wurde.

## Titelliste
1. A Corpse Without Soul (Shermann/Diamond) – 6:53
2. Nuns Have No Fun (Shermann-Denner/Diamond) – 4:17
3. Doomed by the Living Dead (Shermann/Diamond) – 5:06
4. Devil Eyes (Shermann/Diamond) – 5:48

## Stil und Texte
Die Einflüsse der Band stammen aus dem Progressive Rock, dem epischen Hard Rock der 1970er Jahre und dem traditionellen Heavy Metal. Charakteristisch ist außerdem der Gesang von King Diamond im Falsett. Die Liedtexte sind vom Satanismus inspiriert; während Diamond die satanischen Texte später „auf ein wesentlich höheres sprachliches Niveau bringen“ sollte, war Nuns Have No Fun „nicht weniger explizit als der frühe Venom-Stoff“.
Beim Schreiben des Lieds Devil Eyes wurde Shermann von Kiss’ I Was Made for Lovin’ You inspiriert, das für Diamond den Beginn des Abstiegs von Kiss darstellt. Der Beat der Hi-Hats erinnert Diamond außerdem an Disco-Musik und erscheint ihm amateurhaft, weshalb er das Lied als einziges von Mercyful Fate nicht mag und sich weigert, es live zu spielen. Zudem empfindet er es als „ziemlich gesangsunfreundlich“.

## Rezeption
Durch ihr „gehobenes Tempo, eine aggressive Leadgitarre, packende Harmonien, rhythmisch variables Songwriting und diese düstere Atmosphäre, die Demon und Witchfinder General blass aussehen ließ“, sorgte die Band mit ihrer EP „nach nur einem Jahr gemeinsamer semi-professioneller Demoaufnahmen für Furore“. Während die Band selbst mit der Qualität der Produktion unzufrieden war, mochten zahlreiche Fans ihren Klang. Die EP gilt als Klassiker des Genres. Da sie in den USA nur schwer erhältlich war, entstanden zahlreiche Bootleg-Pressungen.
Das deutsche Magazin Rock Hard nahm die EP 2009 in die Liste der „250 Black-Metal-Alben, die man kennen sollte“ auf.